# إدوارد دبليو. بيوتروفسكي
إدوارد دبليو. بيوتروفسكي هو فيزيائي بولندي، ولد في 1955 في ريبنيك في بولندا.